# Hotel Porta Fira
Hotel Porta Fira – hotel położony na obrzeżach Barcelony w L’Hospitalet de Llobregat, w Katalonii. Oddany do użytku w 2010 roku został uznany za najlepszy nowy wieżowiec roku 2010 w konkursie Emporis Skyscraper Award, wygrywając z najwyższym budynkiem świata, Burj Khalifa z Dubaju oraz z Tour CMA CGM z Marsylii. Sąsiaduje z Torre Realia BCN.